# 機率積分轉換
在概率論中，機率積分轉換又稱萬流齊一 (Probability integral transform；Universality of the Uniform) 說明若任意一個連續的隨機变量 (c.r.v)，當已知其累積分布函數 (cdf)為Fx(x)，可透過隨機变量轉換令Y=Fx(X)，則可轉換為一 Y～U(0,1) 的均勻分佈。換句話說，若設 Y 是 X 的一個隨機变量轉換，而恰好在給定 Y 是其累積分布函數 (cdf) Fx(X) 本身時，可以將此隨機变量轉化為一均勻 (0,1) 分佈。

## 應用
- 在統計數據分析中，機率積分轉換可用於確認一組觀察結果是否能給定特定的分佈合理地模型化。具體地來說，此定理能構成一個等值的集合，並進行測試是否成均勻分佈以構建數據集。這方面的例子有P-P plot和K-S檢定。

- 第二個用途是耦合(關聯結構)，耦合是处理统计中的随机变量相关性问题的一种方法，由一组随机变量的邊際分佈来确定它们的联合分布。通过关联结构来确定一个联合分布的方法是基于如下的思想，透過此定理可以分别将每个边缘分布都转换为均勻分布的转换组成。这样，一个关联结构（dependence structure）就可以表达为一个基于上述所得平均分布之上的联合分布，而关联结构（copula）即是边缘均匀随机变數之上的一个联合分布。在实际应用中，上述的转换可能被设置为每个边缘变量的初始化步骤，或者上述转换的参数可能根据具体关联结构的对应参数设置。

- 第三種用途是透過此定理從均勻分佈轉換為特定分佈：這被稱為逆轉換抽樣(inverse transform sampling)。

## 範例
當有一個任意的連續隨機變數(c.r.v)，其累積分布函數(cdf)為Fx(x)，設Y定義為
{\displaystyle Y=F_{X}(X)\,}
具有均勻(0,1)分佈
當已知Y～U(0,1)，設Y是X隨機變數轉換，我們令 X = g-1(Y)，其中g(.)為一增函數，則g(x)恰為X
之累積分配函數(cdf)即
{\displaystyle F_{X}(x)=g(x)\,}
若更精確的定義，令X是具有標準常態分佈N(0,1)的隨機變數時，其累積分配函數(cdf)為:
{\displaystyle \Phi (x)={\frac {1}{\sqrt {2\pi }}}\int _{-\infty }^{x}e^{-t^{2}/2}\,dt={\frac {1}{2}}{\Big [}\,1+\operatorname {erf} {\Big (}{\frac {x}{\sqrt {2}}}{\Big )}\,{\Big ]},\quad x\in \mathbb {R} ,\,}
其中 {\displaystyle \operatorname {erf} (),}是誤差函數。若將新的隨機變數Y定義為Y=Φ(X）時，則呈均勻分佈。
如果X呈指數分布X～Exp（{\displaystyle \lambda }）其累積分配函數(cdf)為{\displaystyle F_{X}(x)=1-e^{-\lambda x}}，當{\displaystyle \lambda }為1時，則可得
　{\displaystyle F_{X}(x)=1-e^{-x}\,}透過此定理可轉換為
　{\displaystyle Y=1-e^{-x}}服從均勻分佈。
另外透過對稱性，可得
　{\displaystyle Y'=e^{-x}\,}
依然服從均勻分布。

## 來源
1. ↑  Dodge, Y. (2003) The Oxford Dictionary of Statistical Terms, OUP. ISBN 0-19-920613-9